# Stiepan Kirsanow
Stiepan Pawłowicz Kirsanow (ros. Степан Павлович Кирсанов, ur. 1908, zm. 1967) – radziecki dyplomata.

## Życiorys
Członek WKP(b), od 1937 pracował w Ludowym Komisariacie Spraw Zagranicznych ZSRR, 1938-1939 pracownik Ambasady ZSRR w Estonii, od 1939 pracownik Ambasady/Misji ZSRR w Bułgarii, 1943-1944 radca Misji ZSRR w Bułgarii. Od 1944 zastępca szefa, później szef Wydziału Politycznego Sowieckiej Komisji Kontrolnej w Rumunii, 1945–1948 doradca polityczny Sowieckiej Komisji Kontrolnej w Bułgarii, jednocześnie od 22 sierpnia 1945 do 6 sierpnia 1948 ambasador nadzwyczajny i pełnomocny ZSRR w Bułgarii. Od sierpnia 1948 do 1949 zastępca kierownika Wydziału Państw Bałkańskich MSZ ZSRR, 1949-1950 kierownik Wydziału IV Europejskiego MSZ ZSRR, 1950–1953 pracownik aparatu MSZ ZSRR, od 29 lipca 1953 do 30 czerwca 1959 ambasador nadzwyczajny i pełnomocny ZSRR w Holandii, 1959-1966 zastępca kierownika Wydziału Państw Skandynawskich MSZ ZSRR.